# Telletrurona
Telletrurona là một chi bướm đêm thuộc họ Geometridae.